# Hanne Kah

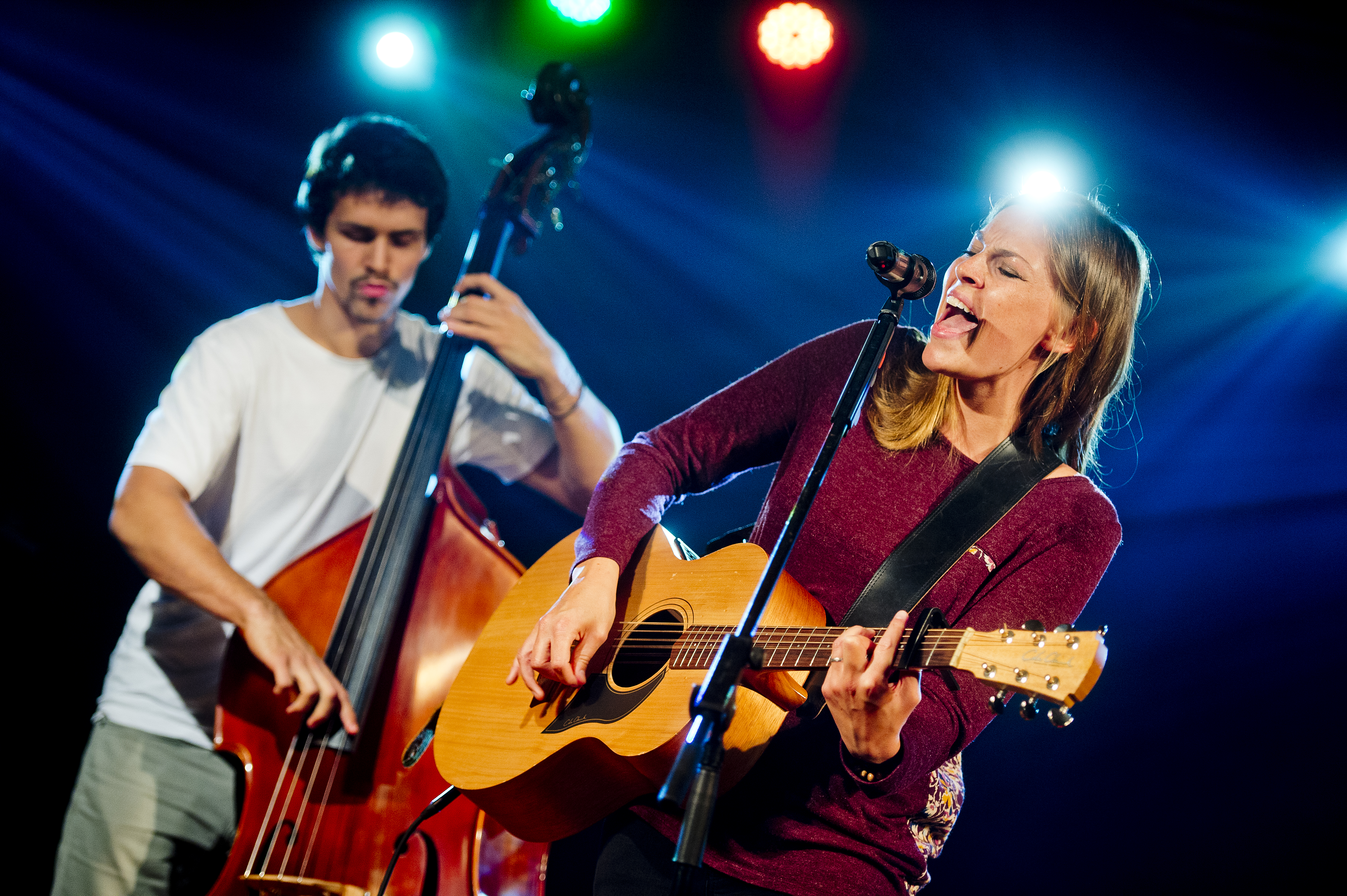
Hanne Kah live mit Niklas Quernheim (Kontrabass)

Hanne Kah (* 4. Juni 1991 in Hadamar, Hessen) ist eine deutsche Sängerin, Musikerin und Songwriterin, deren Musikstil sich als Folk mit Einflüssen aus den Bereichen Rock, Pop und Country beschreiben lässt.

## Leben & Karriere
Hanne Kah ist in Diez an der Lahn aufgewachsen. Nach dem Abitur machte sie eine Ausbildung zur Logopädin und begann 2009 ihre professionelle musikalische Karriere

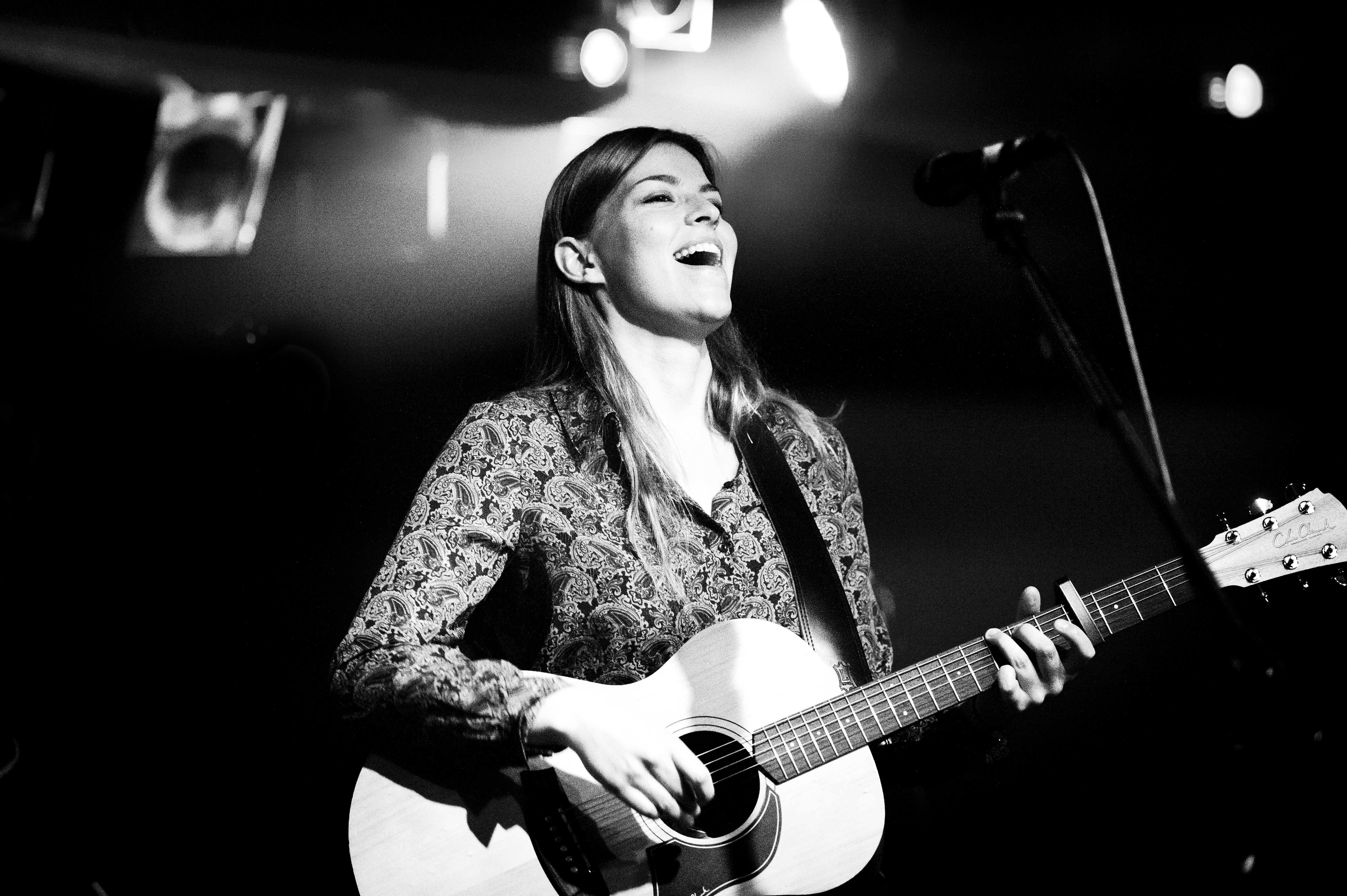
Hanne Kah live in Aschaffenburg im Colos-Saal

Hanne Kah ist fast immer mit ihrer Band unterwegs, die aus Patrick Jost für Gesang, an der Gitarre und am Akkordeon, Malte Schmidt an Schlagzeug, Gitarre und Keyboard sowie Niklas Quernheim am Kontrabass und E-Bass besteht.
Hanne Kah als Band wurde im Jahre 2009 gegründet. Sie hatte Auftritte z. B. im Colos-Saal in Aschaffenburg, in der Halle 45 in Mainz oder in der Jugendkirche Crossover in Limburg an der Lahn. Hanne Kah spielten auf dem Inselleuchten Festival, Marienwerder gemeinsam mit Axel Prahl, Judith Holofernes und Marla Glen, dem Siebenklang Festival Bernau mit Elaiza sowie beim Jazztime Hildesheim.
Sie traten 2014 im Rahmen von hr3 @ night im Vorprogramm von Andreas Bourani auf.
Sie nahmen 2016 im Studio „Spielhalle“ mit dem Produzenten Marc Jullien ihr erstes Album Hand full of secretsauf, das am 7. Oktober 2016 bei dem Berliner Label kosmopolit records erschien. Vorab war am 29. Juli 2016 die Single Cards erschienen, die sie am gleichen Tag im Vorprogramm von Nena und am folgenden Montag im ZDF-Morgenmagazin vorgestellt hatten. Es folgten 2016 und 2017 Auftritte in Fernsehen und Radio, wie zum Beispiel Interviews bei der SWR Landesschau RLP, SWR Kaffee oder Tee und bei SWR 1.
Zudem standen sie 2017 gemeinsam mit dem Österreicher Rainhard Fendrich auf der Bühne.
2017 ging die Band auch auf ihre erste Tour durch West-Kanada, wo sie unter anderem auf dem Vancouver Island Folk Festival und in renommierten Clubs wie dem Guilt & Company Vancouver und der Needle Vinyl Tavern Edmonton auftraten. 2019 folgte die zweite Tour durch Kanada. Im Januar 2020 gingen sie für ihren offiziellen Endorser Cole Clark Guitars in Australien auf Tour und spielten Festivals wie das Illawarra Folk Festival.
Außerdem stand Hanne Kah Ende 2017 mit dem Hollywood-Komponisten James Newton Howard bei seinem Europatour-Finale als Solistin auf der Bühne der Jahrhunderthalle Frankfurt, um mit ihm und dem Czech National Symphony Orchestra den Song The Hanging Tree aus dem Film Die Tribute von Panem – Mockingjay Teil 1 zu performen. Sie sang dabei den Teil, der im Original von Jennifer Lawrence gesungen wurde.
Die am 15. Februar 2019 präsentierte Single Greta ist der schwedischen Klimaaktivistin Greta Thunberg gewidmet. Der Song erschien dann auf dem zweite Studioalbum der Band im Mai 2019. Das Album trägt den Titel Y, der sich als Wortspiel auf das englische Fragewort Why (warum) sowie die Generation Y bezieht.
Während der Aufnahmen zum Album kollaborierte die Band mit dem Singer-Songwriter und Produzenten Jan-Bart Meijers (The Common Linnets & Peter Maffay), der als Gastmusiker auf beinahe allen Tracks des Albums zu hören ist und der mit Hanne Kah das Duett I Hope You Dance einsang. Dieses wurde 2020 als Singleauskopplung mit Livemusikvideo, das in den Wisseloord Studios gedreht wurde, veröffentlicht.
Durch die weltweite Corona-Pandemie wurde das Jahr 2020 auch für die Band Hanne Kah ein Jahr ohne öffentliche Auftritte, weswegen die Band das ehrenamtliche Kulturportal Culture-Y gründete. Das Portal entwickelte sich zu einer Livesendung, die von Hanne Kah selbst moderiert wurde. 2020 wurde Staffel 1 aus dem Frankfurter Hof Mainz ausgestrahlt, 2021 wurde die zweite Staffel an verschiedenen Orten in der Stadt Mainz produziert.
Für ihr ehrenamtliches Engagement mit Culture-Y wurde Hanne Kah vom Oberbürgermeister der Stadt Mainz Michael Ebling  auf dem Bürger:innenempfang der Landeshauptstadt Mainz 2021 geehrt. 2021 nahm Hanne Kah gemeinsam mit Bodo Wartke eine Live-Version des Songs „Zweifel & Zuversicht“ im Gutenbergmuseum in Mainz auf.
2022 gewann Hanne Kah mit ihrer Band den Big Stage Contest des Radiosenders SWR1 und unterstützte im Anschluss Bob Geldof auf dem SWR1 Sommerfestival im Technikmuseum Speyer.

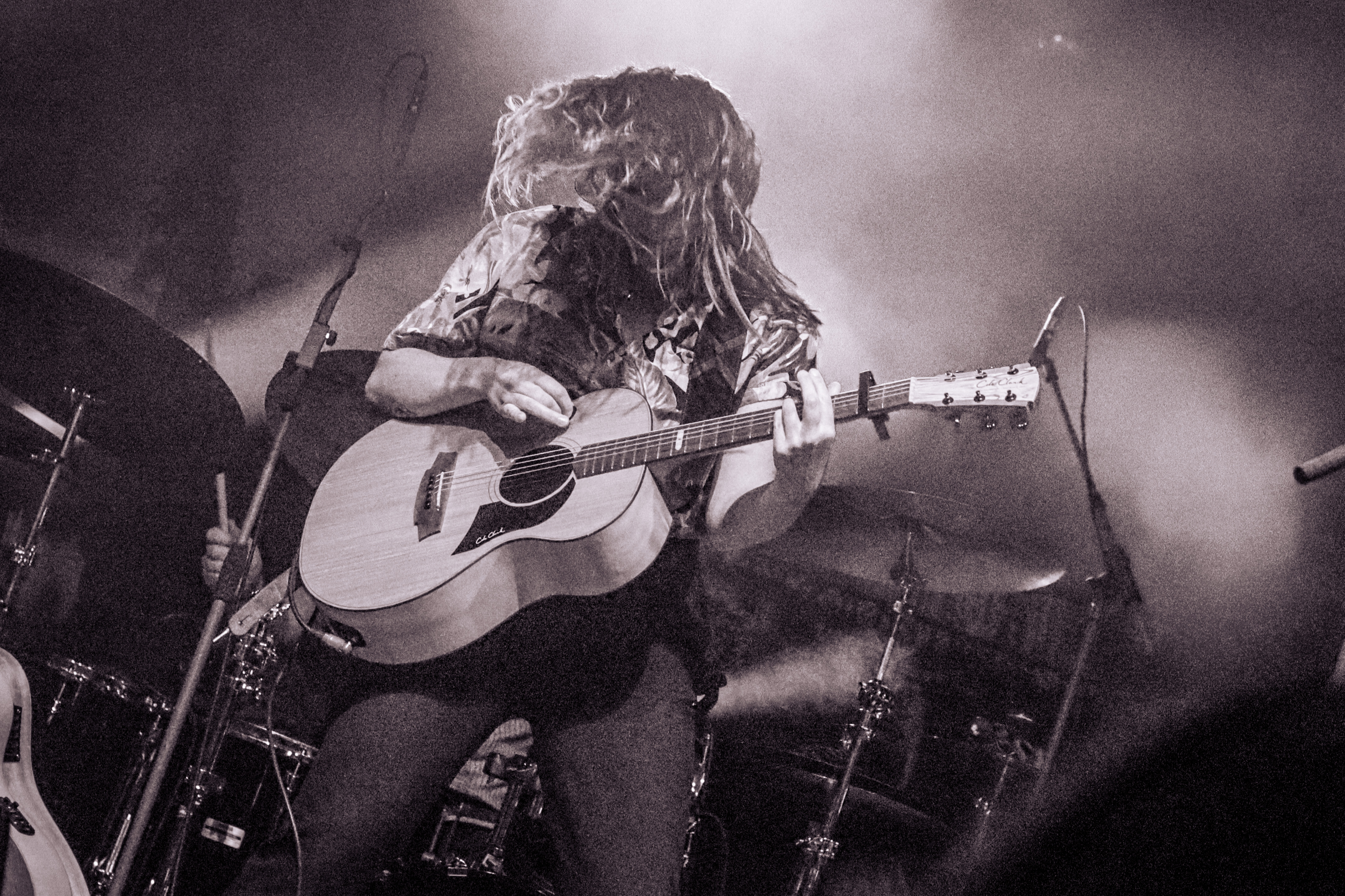
Hanne Kah mit Custom Cole Clark

Hanne Kah spielt eine Cole Clark Custom Built Gitarre.

## Diskografie
- 2016: Cards – Single (kosmopolit records)
- 2016: Hand full of secrets – LP (kosmopolit records)
- 2017: Wait till July – Single (kosmopolit records)
- 2017: Wir sind eins – Single mit Ela Querfeld, Cris Cosmo, Annie Heger und Holger Edmaier (kosmopolit records)
- 2019: Greta – Single (kosmopolit records)
- 2019: Y – Album (kosmopolit records)
- 2020: I Hope You Dance feat. JB Meijers – Single (kosmopolit records)
- 2021: Tell Me Who I Am – Single (Gwildis' Kontor)
- 2022: Family – Single (Gwildis' Kontor)
- 2023: Trick Me – Single (Gwildis' Kontor)